# Ponte romano sul fiume Albarregas
Il ponte romano sul fiume Albarregas è un'opera di ingegneria civile costruita durante l'Impero romano alla fine del I secolo a. C. nella città di Augusta Emerita, odierna Mérida, in Spagna. Attraversa il fiume Albarregas, affluente del fiume Guadiana. È stato dichiarato  Bien de Interés Cultural nel 1912 e Patrimonio dell'Umanità per l'UNESCO nel 1993 come parte dell'Insieme archeologico di Mérida.

## Storia e descrizione
Questo ponte è stato costruito nella stessa epoca dell'ponte romano della città, che attraversa il fiume Guadiana, alla fine del secolo I a. C., durante il regno dell'imperatore Augusto. Marcava l'uscita dalla città a nord, dove è necessario attraversare il fiume Albarregas, e trovava nel prolungamento del cardo maximus della città romana una delle sue due strade principali. Qui iniziava l'importante strada ab Emerita Asturicam, chiamata Via dell'Argento, che si prolungava fino ad Astorga come un'altra via che in direzione ovest comunicava con Olissipo, l'odierna Lisbona. Scorre inoltre in parallelo al vicino Acquedotto dei Miracoli.

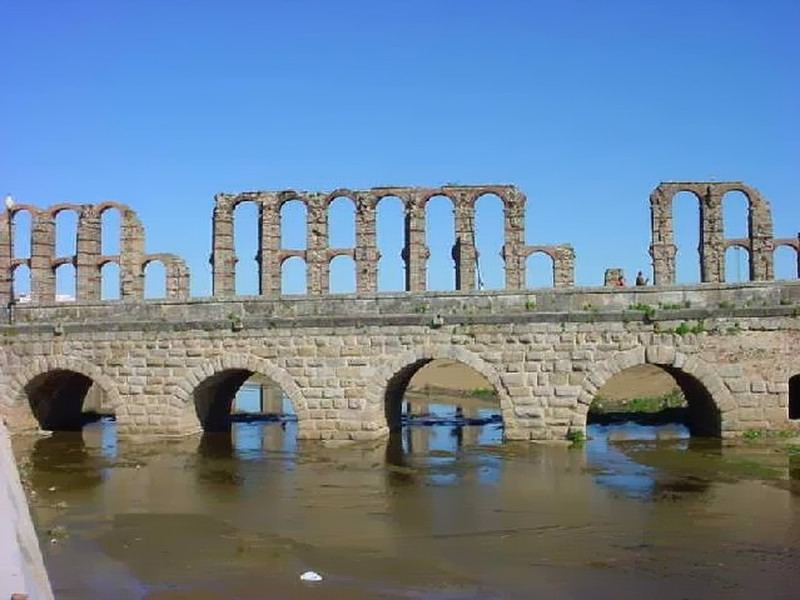
Il ponte romano e il fondo dell'acquedotto dei Miracoli.

La struttura, di grande solidità e in perfetto stato di conservazione, è formata da quattro archi di mezzo punto costruiti con blocchi di pietra di granito disposti con la tecnica del bugnato, tipici dell'architettura dell'Antica Roma. Misura 125 metri di lunghezza, 7,9 m di larghezza e ha una altezza media di 6,5 m. È composta da quattro archi di mezzo punto, differenti nelle loro proporzioni, che si aprono tra solide pile. Su queste pile i timpani sono massicci e carenti di briglie, presenti invece nell'altro ponte romano della città. Anche se la robusta struttura del ponte è sufficiente per reggere la scarsa portata abituale del fiume, la forza di alcune piene occasionali ha reso necessaria l'apertura di due piccoli vani con la funzione di briglie nell'estremo che si unisce alla città. Il paramento è formato da notevoli bugni di granito che sono disposti in file regolari, coincidenti con l'ordine dei cunei degli archi.
Il parapetto e la cornice saliente della sua parte più alta, nonché la fila superiore, si aggiunsero nel XIX secolo per rendere l'antica via una strada nazionale. Nonostante tutto, queste piccole riparazioni non hanno inciso sostanzialmente sulla opera romana originaria, che praticamente si conserva nella sua totalità. La sua struttura ed il suo rivestimento presentano un'evidente somiglianza con il ponte sul Guadiana, il che porta a considerare che questo ponte sull'Albarregas fosse anch'esso stato costruito in epoca di Augusto. Dal 1993 è di uso esclusivamente pedonale.